# 朱胤榳
德平荣顺王朱胤榳（16世纪—1582年），號南岑道人，明朝灵川恭裕王朱勋潪嫡二子，明朝瀋藩第一代德平王。

## 生平
朱胤榳最初封镇国将军；兄长灵川王朱胤栘袭封瀋王之后，其父朱勋潪被追封为瀋惠王。
嘉靖十二年（1533年）十一月，朱胤栘请求封叔父朱勋澈和弟弟朱胤榳为郡王，礼部认为他们的父亲瀋安王、瀋惠王都是由灵川王追封为瀋王，儿子不宜进封郡王，没有准许。
嘉靖三十七年（1558年）七月，因朱胤榳的侄子瀋宣王朱恬烄奏请，明世宗传诏遣武安侯鄭崑等為正使、尚寶司卿王有壬等為副使，持節冊封朱胤榳為德平王，以奉祀灵川王家香火；其夫人李氏也受冊封成為德平王妃。
万历十年（1582年），朱胤榳去世。万历十三年（1585年）三月，其嫡次子朱恬燇作为德平长子受册袭封。
朱胤榳才华横溢，工于诗词，与同为宗室的衡府新樂王朱載璽、周府中尉朱睦㮮、襄垣王府朱俊噤、晉王府康衢、秦王府玉華等人齊名。著有《集書樓稿》。